# Aboubacry Moussa Lam
Pour les articles homonymes, voir Lam.
Aboubacry Moussa Lam (né en 1953) est un historien et égyptologue sénégalais.

## Biographie
Aboubacry Moussa Lam est né en 1953 dans un petit village de la vallée du fleuve Sénégal, Sinthiou Dangdé.
Outre le français, il écrit également de nombreux ouvrages en pulaar.
Disciple de Cheikh Anta Diop, qui a été son principal conseiller sur sa publication majeure, De l'Origine égyptienne des Peuls, il est également Professeur d'égyptologie au sein du Département d'Histoire de l'Université Cheikh Anta Diop. Lam a été crédité comme étant l'universitaire le plus important de Diop et d'être « particulièrement aidant et inspirant en définissant la nature de l'école afrocentrique de pensée ».
Lam a été actif à recentrer les Africains sur leur propre contexte historique et social.
Il est un des signataires d'un appel à préserver les Manuscrits de Tombouctou. En janvier 2018, il est auteur et conférencier à l'université de Dakar et il participe au congrès régional des éditeurs et autres intervenants de l'industrie du livre, organisé par l'Association pour le développement de l'éducation en Afrique (ADEA) et la Global Book Alliance (GBA).
Les premiers travaux de Lam se focalisent sur la théorie des migrations de Cheikh Anta Diop. Poursuivant la tradition intellectuelle africaine des études africaines (en), Lam utilise ses compétences linguistiques dans le but de traduire et aider à la redécouverte de la mémoire africaine. Son travail linguistique a aidé à établir des connexions entre la langue égyptienne antique et les langues de l'Afrique sub-saharienne, et particulièrement les langues congo-sahariennes. En particulier, une grande partie de son travail s'est focalisé sur les similarités culturelles et linguistiques entre les Africains de l'ouest (par ex, les Peuls, les Sérères, les Wolofs) et  l'Égypte antique, Ses recherches et sa démonstration de l'origine nilienne des Peuls a illustré la possibilité d'interactions entre Africains de l'ouest et de l'est du Sahel. Il a également traité le cas de la couleur de peau des Africains de la vallée du Nil, qui sont vus comme des Noirs.

## Écrits
- La fièvre de la terre, 1990
- De l'origine égyptienne des Peuls, 1993
- Le Sahara ou la vallée du Nil : aperçu sur la problématique du berceau de l'unité culturelle de l'Afrique Noire, 1994
- Les chemins du Nil : les relations entre l'Egypte ancienne et l'Afrique noire, 1997
- L'affaire des momies royales : la vérité sur la reine Ahmès-Nefertari, 2000
- L'unité culturelle égypto-africaine à travers les formes et les fonctions de l'appui-tête, 2003